# 대한민국 문화체육관광부 장관
문화체육관광부 장관(文化體育觀光部 長官)은 문화체육관광부를 대표하는 직위로, 국무위원으로 보한다.

## 임명
- 국무위원 중에서 국무총리의 제청으로 대통령이 임명하며, 국무총리는 해임을 건의할 수 있다.
- 국회는 임명에 대한 인사청문회를 실시한다.

## 역할
- (정부조직법 제7조제1항) 각 행정기관의 장은 소관사무를 통할하고 소속공무원을 지휘·감독한다.
- (정부조직법 제35조제1항) 문화체육관광부장관은 문화·예술·영상·광고·출판·간행물·체육·관광, 국정에 대한 홍보 및 정부발표에 관한 사무를 관장한다.

## 역대 장관

### 공보처장
| 정부      | 대수 | 이름           | 임기                             | 비고 |
| --------- | ---- | -------------- | -------------------------------- | ---- |
| 제1공화국 | 초대 | 김동성(金東成) | 1948년 8월 3일~1949년 6월 3일    |      |
| 제1공화국 | 2대  | 이철원(李哲源) | 1949년 8월 4일~1950년 8월 14일   |      |
| 제1공화국 | 3대  | 김활란(金活蘭) | 1950년 8월 15일~1950년 11월 25일 |      |
| 제1공화국 | 4대  | 이철원(李哲源) | 1950년 11월 26일~1953년 1월 1일  |      |
| 제1공화국 | 5대  | 안연생(安蓮生) | 1953년 1월 2일~1953년 3월 5일    |      |
| 제1공화국 | 5대  | 갈홍기(葛弘基) | 1953년 3월 6일~1955년 2월 8일    |      |

### 공보실장
| 정부      | 대수 | 이름           | 임기                            | 비고 |
| --------- | ---- | -------------- | ------------------------------- | ---- |
| 제1공화국 | 6대  | 갈홍기(葛弘基) | 1955년 2월 9일~1956년 7월 22일  |      |
| 제1공화국 | 7대  | 오재경(吳在璟) | 1956년 7월 23일~1959년 1월 30일 |      |
| 제1공화국 | 8대  | 전성천(全聖天) | 1959년 1월 31일~1960년 4월 7일  |      |
| 제1공화국 | 9대  | 최치환(崔致煥) | 1960년 4월 8일~1960년 5월 4일   |      |
| 제1공화국 | 10대 | 서석순(徐碩淳) | 1960년 5월 5일~1960년 6월 30일  |      |

### 국무원 사무처 공보국장
| 정부      | 대수 | 이름           | 임기                             | 비고 |
| --------- | ---- | -------------- | -------------------------------- | ---- |
| 제2공화국 | 초대 | 조봉순(趙鳳淳) | 1960년 7월 2일~1960년 10월 17일  |      |
| 제2공화국 | 2대  | 김기완(金基完) | 1960년 10월 17일~1961년 2월 11일 |      |
| 제2공화국 | 3대  | 조은철(趙誾澈) | 1961년 2월 11일~1961년 4월 10일  |      |
| 제2공화국 | 4대  | 김경옥(金京鈺) | 1961년 4월 10일~1961년 5월 20일  |      |

### 공보부 장관
| 정부      | 대수 | 이름           | 임기                             | 비고 |
| --------- | ---- | -------------- | -------------------------------- | ---- |
| 제2공화국 | 11대 | 심흥선(沈興善) | 1961년 5월 22일~1961년 7월 6일   |      |
| 제2공화국 | 12대 | 오재경(吳在璟) | 1961년 7월 7일~1962년 6월 17일   |      |
| 제2공화국 | 13대 | 이원우(李元雨) | 1962년 6월 18일~1963년 4월 11일  |      |
| 제2공화국 | 14대 | 임성희(任星熙) | 1963년 4월 12일~1963년 12월 16일 |      |
| 제3공화국 | 15대 | 김동성(金東晟) | 1963년 12월 17일~1964년 5월 10일 |      |
| 제3공화국 | 16대 | 이수영(李壽榮) | 1964년 5월 11일~1964년 9월 1일   |      |
| 제3공화국 | 17대 | 홍종철(洪種哲) | 1964년 9월 2일~1968년 7월 23일   |      |

### 문화공보부 장관
| 정부        | 대수           | 이름                              | 임기                             | 비고 |
| ----------- | -------------- | --------------------------------- | -------------------------------- | ---- |
| 제3공화국   | 17대           | 홍종철(洪種哲)                    | 1968년 7월 24일~1969년 4월 10일  |      |
| 제3공화국   | 18대           | 신범식(申範植)                    | 1969년 4월 11일~1971년 6월 3일   |      |
| 제3공화국   | 19대           | 윤주영(尹胄榮)                    | 1971년 6월 4일~1974년 9월 17일   |      |
| 제4공화국   | 19대           | 윤주영(尹胄榮)                    | 1971년 6월 4일~1974년 9월 17일   |      |
| 20대        | 이원경(李源京) | 1974년 9월 18일~1975년 12월 18일  |                                  |      |
| 21대        | 김성진(金聖鎭) | 1975년 12월 19일~1979년 12월 13일 |                                  |      |
| 22대        | 이규현(李揆現) | 1979년 12월 14일~1980년 5월 21일  |                                  |      |
| 23대        | 이광표(李光杓) | 1980년 5월 22일~1982년 5월 20일   |                                  |      |
| 23대        | 이광표(李光杓) | 1980년 5월 22일~1982년 5월 20일   | 제5공화국                        |      |
| 24대        | 이진희(李振羲) | 1982년 5월 21일~1985년 2월 18일   |                                  |      |
| -           | 허문도(許文道) | 1983년 5월 4일~1983년 5월 20일    | 직무대행                         |      |
| 25대        | 이원홍(李元洪) | 1985년 2월 19일~1986년 8월 26일   |                                  |      |
| 26대        | 이웅희(李雄熙) | 1986년 8월 27일~1988년 2월 24일   |                                  |      |
| 노태우 정부 | 27대           | 정한모(鄭漢模)                    | 1988년 2월 25일~1988년 12월 4일  |      |
| 노태우 정부 | 28대           | 최병렬(崔秉烈)                    | 1988년 12월 5일~1989년 12월 27일 |      |

### 문화부 장관
| 정부        | 대수 | 이름           | 임기                              | 비고 |
| ----------- | ---- | -------------- | --------------------------------- | ---- |
| 노태우 정부 | 29대 | 이어령(李御寧) | 1989년 12월 28일~1991년 12월 19일 |      |
| 노태우 정부 | 30대 | 이수정(李秀正) | 1991년 12월 20일~1993년 2월 25일  |      |

### 공보처 장관
| 정부        | 대수 | 이름           | 임기                              | 비고 |
| ----------- | ---- | -------------- | --------------------------------- | ---- |
| 노태우 정부 | 초대 | 최병렬(崔秉烈) | 1989년 12월 28일~1990년 12월 20일 |      |
| 노태우 정부 | 2대  | 최창윤(崔昌潤) | 1990년 12월 20일~1992년 6월 6일   |      |
| 노태우 정부 | 3대  | 손주환(孫柱煥) | 1992년 6월 6일~1992년 10월 9일    |      |
| 노태우 정부 | 4대  | 류혁인(柳赫仁) | 1992년 10월 9일~1993년 2월 25일   |      |
| 김영삼 정부 | 5대  | 오인환(吳隣煥) | 1993년 2월 26일~1998년 2월 24일   |      |

### 체육청소년부 장관
| 정부        | 대수 | 이름           | 임기                              | 비고 |
| ----------- | ---- | -------------- | --------------------------------- | ---- |
| 노태우 정부 | 9대  | 박철언(朴哲彦) | 1990년 12월 27일~1991년 12월 18일 |      |
| 노태우 정부 | 10대 | 이진삼(李鎭三) | 1991년 12월 19일~1993년 2월 25일  |      |

### 문화체육부 장관
| 정부        | 대수 | 이름           | 임기                              | 비고 |
| ----------- | ---- | -------------- | --------------------------------- | ---- |
| 김영삼 정부 | 31대 | 이민섭(李敏燮) | 1993년 2월 26일~1994년 12월 23일  |      |
| 김영삼 정부 | 32대 | 주돈식(朱燉植) | 1994년 12월 24일~1995년 12월 20일 |      |
| 김영삼 정부 | 33대 | 김영수(金榮秀) | 1995년 12월 21일~1997년 3월 5일   |      |
| 김영삼 정부 | 34대 | 송태호(宋泰鎬) | 1997년 3월 6일~1998년 3월 2일     |      |

### 문화관광부 장관
| 정부        | 대수 | 이름           | 임기                            | 비고 |
| ----------- | ---- | -------------- | ------------------------------- | ---- |
| 김대중 정부 | 35대 | 신낙균(申樂均) | 1998년 3월 3일~1999년 5월 23일  |      |
| 김대중 정부 | 36대 | 박지원(朴智元) | 1999년 5월 23일~2000년 9월 19일 |      |
| 김대중 정부 | 37대 | 김한길(金한길) | 2000년 9월 20일~2001년 9월 18일 |      |
| 김대중 정부 | 38대 | 남궁진(南宮鎭) | 2001년 9월 19일~2002년 7월 10일 |      |
| 김대중 정부 | 39대 | 김성재(金聖在) | 2002년 7월 11일~2003년 2월 26일 |      |
| 노무현 정부 | 40대 | 이창동(李滄東) | 2003년 2월 27일~2004년 6월 30일 |      |
| 노무현 정부 | 41대 | 정동채(鄭東采) | 2004년 7월 1일~2006년 3월 6일   |      |
| 노무현 정부 | 42대 | 김명곤(金明坤) | 2006년 3월 27일~2007년 5월 7일  |      |
| 노무현 정부 | 43대 | 김종민(金鍾民) | 2007년 5월 8일~2008년 2월 28일  |      |

### 국정홍보처장
| 정부        | 대수 | 이름           | 임기                            | 비고   |
| ----------- | ---- | -------------- | ------------------------------- | ------ |
| 김대중 정부 | 초대 | 오홍근(吳弘根) | 1999년 5월 24일~2001년 9월 11일 | 차관급 |
| 김대중 정부 | 2대  | 박준영(朴晙瑩) | 2001년 9월 11일~2002년 1월 9일  |        |
| 김대중 정부 | 3대  | 신중식(申仲植) | 2002년 1월 16일~2003년 3월 5일  |        |
| 노무현 정부 | 4대  | 조영동(趙永東) | 2003년 3월 6일~2004년 2월 10일  |        |
| 노무현 정부 | 5대  | 정순균(鄭順均) | 2004년 2월 10일~2005년 3월 22일 |        |
| 노무현 정부 | 6대  | 김창호(金蒼浩) | 2005년 3월 22일~2008년 2월 28일 |        |

### 정보통신부 장관
| 정부        | 대수 | 이름           | 임기                              | 비고 |
| ----------- | ---- | -------------- | --------------------------------- | ---- |
| 김영삼 정부 | 41대 | 경상현(景商鉉) | 1994년 12월 24일~1995년 12월 20일 |      |
| 김영삼 정부 | 42대 | 이석채(李錫采) | 1995년 12월 21일~1996년 8월 7일   |      |
| 김영삼 정부 | 43대 | 강봉균(康奉均) | 1996년 8월 8일~1998년 3월 2일     |      |
| 김대중 정부 | 44대 | 배순훈(裵洵勳) | 1998년 3월 3일~1998년 12월 20일   |      |
| 김대중 정부 | 45대 | 남궁석(南宮晳) | 1998년 12월 21일~2000년 2월 1일   |      |
| 김대중 정부 | 46대 | 안병엽(安炳燁) | 2000년 2월 14일~2001년 3월 25일   |      |
| 김대중 정부 | 47대 | 양승택(梁承澤) | 2001년 3월 26일~2002년 7월 11일   |      |
| 김대중 정부 | 48대 | 이상철(李相哲) | 2002년 7월 11일~2003년 2월 27일   |      |
| 노무현 정부 | 49대 | 진대제(陳大濟) | 2003년 2월 27일~2006년 3월 22일   |      |
| 노무현 정부 | 50대 | 노준형(盧俊亨) | 2006년 3월 22일~2007년 9월 3일    |      |
| 노무현 정부 | 51대 | 유영환(柳英煥) | 2007년 9월 4일~2008년 2월 29일    |      |

### 문화체육관광부 장관
| 정부        | 대수           | 이름                            | 임기                            | 비고                            |
| ----------- | -------------- | ------------------------------- | ------------------------------- | ------------------------------- |
| 이명박 정부 | 44대           | 유인촌(柳仁村)                  | 2008년 2월 29일~2011년 1월 26일 |                                 |
| 이명박 정부 | 45대           | 정병국(鄭柄國)                  | 2011년 1월 27일~2011년 9월 19일 | 국회의원 겸직                   |
| 이명박 정부 | 46대           | 최광식(崔光植)                  | 2011년 9월 20일~2013년 3월 10일 |                                 |
| 박근혜 정부 | 47대           | 유진룡(劉震龍)                  | 2013년 3월 11일~2014년 7월 16일 |                                 |
| 박근혜 정부 | 직무대리       | 김종(金鐘)                      | 2014년 7월 17일~2014년 7월 25일 | 직무대행                        |
| 박근혜 정부 | 직무대리       | 김희범(金熙範)                  | 2014년 7월 25일~2014년 8월 20일 | 직무대행                        |
| 박근혜 정부 | 48대           | 김종덕(金鐘德)                  | 2014년 8월 21일~2016년 9월 4일  |                                 |
| 박근혜 정부 | 49대           | 조윤선(趙允旋)                  | 2016년 9월 5일~2017년 1월 21일  | 최순실게이트 관련 의혹으로 사퇴 |
| 박근혜 정부 | 직무대리       | 송수근(宋秀根)                  | 2017년 1월 22일~2017년 6월 6일  | 직무대행                        |
| 문재인 정부 | 직무대리       | 송수근(宋秀根)                  | 2017년 1월 22일~2017년 6월 6일  | 직무대행                        |
| 직무대리    | 나종민(蘿種民) | 2017년 6월 7일~2017년 6월 15일  | 직무대행                        |                                 |
| 50대        | 도종환(都鍾煥) | 2017년 6월 16일~2019년 4월 2일  | 국회의원 겸직                   |                                 |
| 51대        | 박양우(朴良雨) | 2019년 4월 3일~2021년 2월 10일  |                                 |                                 |
| 52대        | 황희(黃熙)     | 2021년 2월 11일~2022년 5월 10일 | 국회의원 겸직                   |                                 |
| 윤석열 정부 | 직무대리       | 전병극(全炳極)                  | 2022년 5월 11일~2022년 5월 13일 | 1차관 겸 장관 직무대행          |
| 윤석열 정부 | 53대           | 박보균(朴普均)                  | 2022년 5월 13일~2023년 10월 7일 |                                 |
| 윤석열 정부 | 54대           | 유인촌(柳仁村)                  | 2023년 10월 7일~2025년 7월 29일 |                                 |
| 이재명 정부 | 55대           | 최휘영(崔輝永)                  | 2025년 7월 30일~                |                                 |

## 같이 보기
- 문화체육관광부
- 문화체육관광부 차관